# سيب (غيزانية)
سيب (بالفارسية: سیب) هي قرية تقع في إيران في قسم غيزانية الريفي. يقدر عدد سكانها بـ 17 نسمة بحسب إحصاء 2016.